# 田尻町立中学校
田尻町立中学校（たじりちょうりつちゅうがっこう）は、大阪府泉南郡田尻町嘉祥寺にある公立中学校。町内唯一の中学校で、「町立」のあとに固有の校名は付いていない。

## 沿革
1947年の学制改革に伴い、当時の泉南郡田尻村の中学校・田尻村立中学校として開校した。開校当初は田尻村立小学校（現在の田尻町立小学校）の教室を間借りしていた。
田尻村立小学校北東の隣接地に独立校舎の敷地を求め、1949年に独立校舎に移転している。

### 年表
- 1947年4月1日 - 田尻村立中学校として創立。
- 1949年5月26日 - 現在地に移転。
- 1953年5月3日 - 田尻町の町制施行により、田尻町立中学校に改称。
- 1959年 - 学校給食開始。
- 1960年 - NHKより放送教育の研究校の委嘱を受ける。
- 1963年 - 大阪府教育委員会および文部省より、道徳教育研究校の指定を受ける（1964年度まで）。
- 1968年 - 大阪府教育委員会より、英語科LL実験校の指定を受ける（1969年度まで）。
- 1973年 - 大阪府教育委員会より、技術・家庭科の研究校に指定される。
- 1981年1月31日 - 大阪府学校給食会より、学校給食指導の運営が優良として表彰を受ける。

## 通学区域
- 泉南郡田尻町 全域。

## 交通
- 南海本線 吉見ノ里駅から北へ約250m。